# Zecchino d'Oro 1999
Il quarantaduesimo Zecchino d'Oro si è svolto a Bologna dal 25 al 28 novembre 1999. L'anteprima, condotta da Milly Carlucci, si è svolta il 23 novembre.
È stato presentato da Cino Tortorella, Giorgio Comaschi (nei panni di Mago Zurloff), e Cristina D'Avena, ai quali si aggiunge Milly Carlucci per la serata finale trasmessa in prime time.
Gli ospiti di quest'anno sono stati gli 883, il mago illusionista Sonny Hayes, Osama el masry Team, Amadeus e Enrico Zanardi.
Ospiti della serata finale: Mago Silvan, Orietta Berti, Carlton Myers, Nancy Brilli, Mino Reitano, Malandrino e Veronica, Paola Pezzo, Carlo Conti, Ettore Bassi e Annalisa Mandolini.

## Brani in gara
- Basta un sorriso (Mari berjoget) ( Malaysia) (Testo italiano: Vittorio Sessa Vitali) - Soleil Mahani Ahmad Kamil (6 anni)
- Gira il girasole (Балкански ритми) ( Bulgaria) (Testo italiano: Alessandra Valeri Manera) - Filip Filipov (7 anni) (Филип Филипов)
- Gira! Che è un girotondo!  (Testo: Emilio Di Stefano/Musica: Franco Fasano, Italo Ianne) - Monica Ricceri (8 anni)
- In un mare caldo (Tuba ala tuba) ( Egitto) (Testo italiano: Alberto Testa) - Peter Shehata Maximos (6 anni) e Rita Tarek Gamil (5 anni)
- Io, col 2000 (Testo: Emilio Di Stefano/Musica: Franco Fasano) - Alessandra Melis (7 anni)
- La canzone dei chicchi di riso (Ang pista ng pagtatanim ng palay) ( Filippine) (Testo italiano: Giorgio Calabrese) - Mark Angelo Magmanlac (8 anni)
- La mia bidella Candida (Testo: Gian Pietro Pendini/Musica: Gian Pietro Pendini) - Giulia Sbaraglia (7 anni)
- La mia orchestra (Quiero ser músico) ( Cuba) (Testo italiano: Maria Cristina Misciano) - Limarys Martin Pages (8 anni)
- La Niña, la Pinta e la Santa Maria (Testo: Tony Martucci, Giuliano Taddei/Musica: Alberto Anelli) - Alessandro Contino (6 anni), Giuseppe Spera (7 anni) e Alessandro Tonelli (5 anni)
- L'albero (L'arbre de la musique avec les quatre elements) (Testo italiano: Sandro Tuminelli) ( Lussemburgo) - Ted Koob (8 anni) e Joe Polfer (6 anni)
- Lumacher (Testo: Gianfranco Grottoli, Andrea Vaschetti/Musica: Gianfranco Grottoli, Andrea Vaschetti) - Danilo Napolitano (5 anni)
- Madre bambina (Testo: Federico Padovano/Musica: Morris Albert) - Marina Calivi (6 anni) e Claudia Mangini (6 anni)
- Mitico angioletto (Testo: Maria Francesca Polli, Franco Fasano/Musica: Franco Fasano) - Annibale Marchesini (8 anni) e Gisella Viaro (4 anni)
- Salta, balla, batti, sveglia (Tesanitsonkwak) (Testo: Francesco Freyrie/Musica: Augusto Martelli) ( Canada) - Kailey Deer (7 anni) e Peter Deer (9 anni)